# Oecologia
Oecologia (abrégé en Oecologia) est une revue scientifique à comité de lecture qui traite de tous les aspects de l'écologie.
D'après le Journal Citation Reports, le facteur d'impact de ce journal était de 3,129 en 2009. Actuellement, les directeurs de publication sont R. Brandl, K. L. Gross, C. Körner, R. K. Monson, C. W. Osenberg, H. Ylönen.